# Коконино (округ)
Кокони́но (англ. Coconino County) — округ в штате Аризона, США. Официально образован в 1891 году. По состоянию на 2010 год, численность населения составляла 134 421 человек.

## География
По данным Бюро переписи США, общая площадь округа равняется 48 332,038 км², из которых 48 223,258 км² суша и 111,370 км² или 0,2 % это водоёмы. Округ занимает вторую строку в списке крупнейших округов США по площади.

### Соседние округа
Округ Коконино граничит на севере со штатом Юта, на западе с округом Мохаве, на юге с округами Явапаи и Хила, на востоке с округом Навахо.

## Население
По данным переписи населения 2000 года в округе проживает 116 320 жителей в составе 40 448 домашних хозяйств и 26 938 семей. Плотность населения составляет 2,00 человека на км2. На территории округа насчитывается 53 443 жилых строений, при плотности застройки около 1,00-го строения на км2. Расовый состав населения: белые — 63,09 %, коренные американцы (индейцы) — 28,51 %, афроамериканцы — 1,04 %, азиаты — 0,78 %, гавайцы — 0,09 %, представители других рас — 4,13 %, представители двух или более рас — 2,36 %. Испаноязычные составляли 10,94 % населения независимо от расы.
В составе 34,90 % из общего числа домашних хозяйств проживают дети в возрасте до 18 лет, 49,70 % домашних хозяйств представляют собой супружеские пары проживающие вместе, 12,20 % домашних хозяйств представляют собой одиноких женщин без супруга, 33,40 % домашних хозяйств не имеют отношения к семьям, 22,10 % домашних хозяйств состоят из одного человека, 4,50 % домашних хозяйств состоят из престарелых (65 лет и старше), проживающих в одиночестве. Средний размер домашнего хозяйства составляет 2,80 человека, и средний размер семьи 3,36 человека.
Возрастной состав округа: 28,70 % моложе 18 лет, 14,40 % от 18 до 24, 29,20 % от 25 до 44, 20,70 % от 45 до 64 и 20,70 % от 65 и старше. Средний возраст жителя округа 30 лет. На каждые 100 женщин приходится 99,70 мужчин. На каждые 100 женщин старше 18 лет приходится 97,20 мужчин.
Средний доход на домохозяйство в округе составлял 38 256 USD, на семью — 45 873 USD. Среднестатистический заработок мужчины был 32 226 USD против 25 055 USD для женщины. Доход на душу населения составлял 17 139 USD. Около 13,10 % семей и 18,20 % общего населения находились ниже черты бедности, в том числе — 22,30 % молодёжи (тех, кому ещё не исполнилось 18 лет) и 13,30 % тех, кому было уже больше 65 лет.